# Heterophleps euthygramma
Heterophleps euthygramma là một loài bướm đêm trong họ Geometridae.